# میدنشار
میدنشار (به لاتین: Mithenshor) یک شهرک در تاجیکستان است که در ایالت خودمختار بدخشان کوهستانی واقع شده‌است.